# Javiera Roco
Javiera Fernanda Pardo Roco (ur. 24 listopada 1992) – chilijska zapaśniczka walcząca w stylu wolnym. Piąta na igrzyskach panamerykańskich w 2023. Piąta na mistrzostwach panamerykańskich w 2023. Mistrzyni Ameryki Południowej w 2019, druga w 2015 i trzecia w 2016 roku.